# Anostomus
Genre
Anostomus est un genre de poissons américains de la famille des Anostomidae.

## Liste des espèces
Selon Catalogue of Life (20 février 2021) :
- Anostomus anostomus (Linnaeus, 1758) — Anostomus rayé
- Anostomus brevior Géry, 1961
- Anostomus longus Géry, 1961
- Anostomus ternetzi Fernández-Yépez, 1949
- Anostomus ucayalensis (Fowler, 1906)

Selon World Register of Marine Species (20 février 2021) :
- Anostomus anostomus (Linnaeus, 1758)
- Anostomus brevior Géry, 1961
- Anostomus ternetzi Fernández-Yépez, 1949